# Кравоподобни антилопи
Кравоподобните антилопи (Alcelaphinae), наричани още бубали, са едри Кухороги бозайници с не много дълги, извити рога, каквито притежават и женските. Подсемейството включва 10 вида разделени на 4 рода, като Beatragus понякога се включва в Damaliscus, а бубалът на Лихтенщайн (Alcelaphus lichtensteinii) се отделя в род Sigmoceros.

## Класификация
Подсемейство Кравоподобни антилопи
- Род Alcelaphus
  - Alcelaphus buselaphus -- Обикновен бубал, конгони
  - Alcelaphus caama (Alcelaphus buselaphus ssp.) -- Каама
  - Alcelaphus lichtensteinii (Sigmoceros) -- Бубал на Лихтенщайн
- Род Connochaetes -- гнута
  - Connochaetes gnou -- Белоопашато гну
  - Connochaetes taurinus -- Ивичесто гну, синьо гну
- Род Beatragus (Alcelaphus)
  - Beatragus hunteri -- Бубал на Хънтър, хирола
- Род Damaliscus
  - Damaliscus lunatus -- Лиророга антилопа, Сасаби
  - Damaliscus korrigum (Damaliscus lunatus ssp.) -- Коригум и Топи
  - Damaliscus superstes -- Бангвеулски бубал, нов вид (Cotterill, 2003)
  - Damaliscus pygargus (D. dorcas) -- Бунтбок, Беломуцунест бубал